# Elis Râpeanu
Elis Râpeanu (n. 27 august 1939, București) este o jurnalistă română, profesor universitar, scriitor.

## Biografie
Studii la Facultatea de Limba și Literatura Română la Universitatea din București; Universitatea Științifică București, Secția Spaniolă; Facultatea de Limbi clasice, romanice și orientale, Secția Franceză la Universitatea din București; Școala Populară de Artă din București, Specialitatea Canto popular și romanțe.
Membră a Cenaclului literar al Centrului Cultural al M.I.R.A.
Autoare a peste 70 de lucrări științifice (manuale, culegeri, dicționare, comunicări științifice etc), doctor în științe filologice, avându-l conducător științific pe prof. univ. Ștefan Cazimir, cu teza „Epigrama în literatura română”.
Colaboratoare (cu poezii, epigrame, articole etc.) la peste 30 de publicații.
Deținătoare a numeroase premii la concursurile de epigramă și poezie.
Inclusă în peste 45 de culegeri/antologii de epigrame; prezentă în culegeri și antologii de poezii, Vorbește franceza, spaniola, engleza, și rusa.

## Volume
- Simfonie (poezii), Editura Litera, 1970;
- Sfatul din poiană (poezii pentru copii), Editura Ion Creangă, 1985;
- Epigrame, Editura Metropol, 1995;
- Amfora de vis (poezii), Editura Metropol, 1995;
- Punți. Catrene lirice, Editura Metropol, 1999;
- Catrene aproape cuminți, Editura Metropol, 1999;
- Epigrama în literatura română (studiu de istorie, critică și teorie literară), Editura Dealul Melcilo, 2001;
- Anotimpuri în clepsidră (poezii), Editura Sagittarius, 2002;
- Orizont reversibil, Editura Sagittarius, 2003;
- Catrene cu sprâncene, Editura Sagittarius, 2003;
- Epigrame mai mult sau mai puțin picante, Editura Sagittarius, 2004;
- Valea Călugărească pe spirală de timp, Editura Printeuro, 2004;
- Prea Fericitul Părinte Teoctist – o viață închinată lui Dumnezeu, Bisericii și Cărților, Editura Printeuro, 2005;
- Părintele Arhimandrit Grigore Băbuș – o viață închinată lui Dumnezeu, Bisericii și Cărților, Editura Printeuro, 2005;
- Epigrammes. Ediție bilingvă română/franceză, Editura Viața Medicală, 2006,
- Amurgul își cerne polenul. Poezii (pan) lirice, Editura Sitech, 2006;
- Râsu’– plânsu’, Epigrame, Editura Mașina de scris, 2007;
- La Masa Tăcerii mele (1111 Aforisme), Editura Printeuro, 2007;
- Risipitorul de frumuseți (Tudor Gheorghe), Editura Prineuro, 2007;
- Lumină din lumină. Marea Profesoară Zoe Dumitrescu Bușulenga, Editura Prineuro, 2007.
- Carré de ași (poezii), în colaborare cu Arcadie Donos, Ioan Tecșa, Geo Călugăru, Editura Sagittarius, 1996.

## Antologii. Culegeri de epigrame
- Fumuri (epigrame despre fumat);
- În radarul epigramei: Poliția, Jandarmeria, Circulația, Pompierii, Editura Printeuro, 2005;
- Sprițuri cu sughițuri, Editura Printeuro 2005;
- Dicționarul medicilor epigramiști, Editura Viața Medicală Românească, 2006;
- Epigrame în minijupă, Editura Făt Frumos, 2006;
- Săgețile lui Cupidon, Editura Făt-Frumos, 2007.

## Afilieri
- Membră a Societății Române de Filologie romanică; membră a Societății Scriitorilor Olteni; membră fondatoare a Uniunii Epigramiștilor Români.